# Leggadina forresti
Leggadina forresti é uma espécie de roedor da família Muridae, podendo ser encontrada apenas na Austrália.
Os seus habitats naturais são: campos de gramíneas subtropicais ou tropicais húmidos de baixa altitude.